# Championnats du monde de course en ligne de canoë-kayak de 2013
Navigation
Édition précédente Édition suivante
Les quarantièmes championnats du monde de course en ligne de canoë-kayak ont eu lieu en 2013 à Duisbourg en Allemagne.

## Résultats

### Hommes
Épreuves non-olympiques

#### Canoë
| Épreuve         | Or                                                               | Or        | Argent                                                                                  | Argent    | Bronze                                                                          | Bronze    |
| --------------- | ---------------------------------------------------------------- | --------- | --------------------------------------------------------------------------------------- | --------- | ------------------------------------------------------------------------------- | --------- |
| C–1 200 m       | Valentin Demyanenko (AZE)                                        | 38.462    | Ivan Shtyl (RUS)                                                                        | 38.717    | Alfonso Benavides (ESP)                                                         | 39.060    |
| C–1 500 m       | Isaquias Queiroz (BRA)                                           | 1:50.940  | Vadim Menkov (UZB)                                                                      | 1:51.939  | Erik Leue (GER)                                                                 | 1:53.032  |
| C–1 1000 m      | Attila Vajda (HUN)                                               | 4:09.123  | Sebastian Brendel (GER)                                                                 | 4:10.365  | Isaquias Queiroz (BRA)                                                          | 4:14.154  |
| C–1 5000 m      | Sebastian Brendel (GER)                                          | 22:17.864 | Attila Vajda (HUN)                                                                      | 22:24.149 | Mark Oldershaw (CAN)                                                            | 22:44.535 |
| C–2 200 m m     | Allemagne Robert Nuck Stefan Holtz                               | 36.331    | Russie Alexander Kovalenko Nikolay Lipkin                                               | 36.551    | Biélorussie Dzmitry Rabchanka Aleksandr Vauchetskiy                             | 36.654    |
| C–2 500 m       | Russie Viktor Melantyev Ivan Shtyl                               | 1:44.285  | Hongrie Henrik Vasbányai Róbert Mike                                                    | 1:44.575  | Tchéquie Jaroslav Radoň Filip Dvořák                                            | 1:45.082  |
| C–2 1000 m      | Hongrie Henrik Vasbányai Róbert Mike                             | 3:52.602  | Russie Viktor Melantyev Ilya Pervukhin                                                  | 3:53.934  | Tchéquie Jaroslav Radoň Filip Dvořák                                            | 3:54.788  |
| C–4 1000 m      | Allemagne Kurt Kuschela Erik Leue Erik Rebstock Peter Kretschmer | 3:28.502  | Biélorussie Dzmitry Rabchanka Dzmitry Vaitsishkin Dzianis Harazha Aleksandr Vauchetskiy | 3:29.297  | Hongrie Dávid Korisánszky Péter Korisánszky András Vass Dávid Varga             | 3:30.568  |
| C–1 200 m Relay | Russie Andrey Kraitor Viktor Melantev Andrey Ganin Ivan Shtyl    | 2:48.255  | Allemagne Robert Nuck Stefan Holtz Stefan Kiraj Sebastian Brendel                       | 2:50.205  | Canada Jason McCoombs Mark Oldershaw Gabriel Beauchesne-Sévigny Benjamin Russel | 2:51.579  |

#### Kayak
| Épreuve         | Or                                                                      | Or        | Argent                                                                    | Argent    | Bronze                                                      | Bronze    |
| --------------- | ----------------------------------------------------------------------- | --------- | ------------------------------------------------------------------------- | --------- | ----------------------------------------------------------- | --------- |
| K–1 200 m       | Petter Öström (SWE)                                                     | 34.644    | Mark de Jonge (CAN)                                                       | 34.674    | Saúl Craviotto (ESP)                                        | 34.896    |
| K–1 500 m       | Tom Liebscher (GER)                                                     | 1:40.514  | René Holten Poulsen (DEN)                                                 | 1:41.628  | Arnaud Hybois (FRA)                                         | 1:41.802  |
| K–1 1000 m      | Max Hoff (GER)                                                          | 3:44.210  | Ken Wallace (AUS)                                                         | 3:44.652  | Bence Dombvári (HUN)                                        | 3:44.680  |
| K–1 5000 m      | Ken Wallace (AUS)                                                       | 19:44.059 | Daniel Dal Bo (ARG)                                                       | 19:46.138 | Edward Rutherford (GBR)                                     | 19:47.275 |
| K–2 200 m       | Russie Yury Postrigay Aleksandr Dyachenko                               | 31.182    | Grande-Bretagne Liam Heath Jon Schofield                                  | 31.755    | Allemagne Ronald Rauhe Jonas Ems                            | 31.901    |
| K–2 500 m       | Portugal Emanuel Silva João Ribeiro                                     | 1:32.622  | Biélorussie Raman Piatrushenka Vadzim Makhneu                             | 1:32.711  | France Sébastien Jouve Maxime Beaumont                      | 1:33.023  |
| K–2 1000 m      | Allemagne Max Rendschmidt Marcus Gross                                  | 3:22.331  | Biélorussie Pavel Miadzvedzeu Aleh Yurenia                                | 3:23.002  | Hongrie Rudolf Dombi Roland Kökény                          | 3:23.021  |
| K–4 1000 m      | Russie Vitaly Yurchenko Vasily Pogreban Anton Vasilev Oleg Zhestkov     | 2:58.692  | Tchéquie Daniel Havel Lukáš Trefil Josef Dostál Jan Štěrba                | 2:59.375  | Australie Tate Smith Dave Smith Murray Stewart Jacob Clear  | 2:59.942  |
| K–1 200 m Relay | Pologne Piotr Siemionowski Denis Amroziak Sebastian Szypula Dawid Putto | 2:27.605  | Russie Yury Postrigay Maxim Molochkov Oleg Kharitonov Aleksandr Dyachenko | 2:27.967  | Hongrie Miklós Dudás Sándor Tótka Péter Molnár Dávid Hérics | 2:28.092  |

### Femmes
Épreuves non-olympiques

#### Canoë
| Épreuve   | Or                                                   | Or       | Argent                                | Argent   | Bronze                             | Bronze   |
| --------- | ---------------------------------------------------- | -------- | ------------------------------------- | -------- | ---------------------------------- | -------- |
| C–1 200 m | Laurence Vincent-Lapointe (CAN)                      | 51.330   | Staniliya Stamenova (BUL)             | 52.028   | Zsanett Lakatos (HUN)              | 52.527   |
| C–2 500 m | Canada Laurence Vincent-Lapointe Sara-Jane Caumartin | 2:03.004 | Hongrie Zsanett Lakatos Kincső Takács | 2:04.842 | Chili Nancy Millan Maria Mailliard | 2:07.876 |

#### Kayak
| Épreuve         | Or                                                                         | Or        | Argent                                                                            | Argent    | Bronze                                                                            | Bronze    |
| --------------- | -------------------------------------------------------------------------- | --------- | --------------------------------------------------------------------------------- | --------- | --------------------------------------------------------------------------------- | --------- |
| K–1 200 m m     | Lisa Carrington (NZL)                                                      | 39.522    | Marta Walczykiewicz (POL)                                                         | 39.712    | Špela Ponomarenko Janić (SVN)                                                     | 39.951    |
| K–1 500 m       | Danuta Kozák (HUN)                                                         | 1:57.395  | Katrin Wagner-Augustin (GER)                                                      | 1:58.300  | Lisa Carrington (NZL)                                                             | 1:58.619  |
| K–1 1000 m      | Erika Medveczky (HUN)                                                      | 4:11.345  | Verena Hantl (GER)                                                                | 4:14.126  | Edyta Dzieniszewska (POL)                                                         | 4:14.677  |
| K–1 5000 m      | Teneale Hatton (NZL)                                                       | 22:08.367 | Renáta Csay (HUN)                                                                 | 22:31.301 | Anne Rikala (FIN)                                                                 | 22:32.654 |
| K–2 200 m       | Allemagne Franziska Weber Tina Dietze                                      | 37.525    | Pologne Karolina Naja Beata Mikołajczyk                                           | 38.181    | Serbie Nikolina Moldovan Olivera Moldovan                                         | 38.223    |
| K–2 500 m       | Allemagne Franziska Weber Tina Dietze                                      | 1:47.070  | Hongrie Katalin Kovács Natasa Dusev-Janics                                        | 1:48.006  | Pologne Karolina Naja Beata Mikołajczyk                                           | 1:48.537  |
| K–2 1000 m      | Hongrie Gabriella Szabó Krisztina Fazekas Zur                              | 3:53.740  | Allemagne Carolin Leonhardt Conny Waßmuth                                         | 3:56.344  | Roumanie Irina Lauric Bianca Plesca                                               | 3:58.996  |
| K–4 500 m       | Hongrie Gabriella Szabó Danuta Kozák Krisztina Fazekas Zur Ninetta Vad     | 1:32.272  | Allemagne Franziska Weber Tina Dietze Katrin Wagner-Augustin Verena Hantl         | 1:33.510  | Biélorussie Marharyta Tsishkevich Nadzeya Papok Volha Khudzenka Maryna Litvinchuk | 1:33.642  |
| K–1 200 m Relay | Hongrie Natasa Dusev-Janics Ninetta Vad Krisztina Fazekas Zur Danuta Kozák | 2:49.415  | Pologne Karolina Naja Edyta Dzieniszewska Ewelina Wojnarowska Marta Walczykiewicz | 2:49.609  | Russie Natalia Podolskaya Elena Polyakova Natalia Lobova Natalia Proskurina       | 2:51.679  |